# Dénes Kőnig
Dénes Kőnig (n. 21 septembrie 1884, Budapesta – d. 19 octombrie 1944, Bupapesta) a fost matematician maghiar, el a lucrat în domeniul teoriei grafurilor, teorie care se referă o pereche ordonată de mulțimi, notată G=(X,U), unde X este o mulțime finită și nevidă de elemente numite noduri sau vârfuri, iar U este o mulțime de perechi (ordonate sau neordonate) de elemente din X numite muchii (dacă sunt perechi neordonate) sau arce (dacă sunt perechi ordonate). În primul caz, graful se numește neorientat, altfel acesta este orientat.

## Biografie
Dénes a fost fiul matematicianului Julius König ( Gyula Kőnig). König a promovat studiul în anul 1907 și din acest an a fost toată viața angajatul Facultății Tehnice din Budapesta. El a fost numit aici în anul 1935 profersor. Prelegerile matematicianului de origine lituaniană Hermann Minkowski (1864-1909) ținute în 1911 în Göttingen au atras atenția lui König asupra teogiei Graf, el va publica la rândul său în anul 1936 „Teoria despre grafuri infinite și lmitate” ("Theorie der endlichen und unendlichen Graphen") aducând o contribuție personală importantă la întregirea teoriei grafurilor. In munca lui de dezvoltare a teoriei are contacte strânse cu matematicianul englez Philip Hall.
In timpul perioadei naziste din Ungaria König a ajutat matematicienilor care erau persecutați de fasciști, acest ajutor acordat celor urmăriți de naziști îi va deveni și lui fatală.

## Premiul Dénes-Kőnig
Din anul 2007 a fost introdus acordarea „Premiului Dénes-Kőnig” de „Society for Industrial and Applied Mathematics” (SIAM). Premiul se acordă la fiecare doi ani cu alocarea a sumei de 1000 $ premiatului.